# Konrad Ameln
Konrad Ameln (* 6. Juli 1899 in Neuss; † 1. September 1994 in Lüdenscheid) war ein deutscher Hymnologe, Musikwissenschaftler und Hochschullehrer.

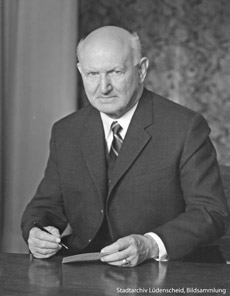
Konrad Ameln

## Leben

### Kindheit, Jugend- und Studienjahre
Konrad Ameln wuchs in Kassel auf und besuchte dort das humanistische Wilhelms-Gymnasium. Er nahm als Freiwilliger am Ersten Weltkrieg teil und geriet in Gefangenschaft, aus der er 1919 entlassen wurde. Nach seiner Rückkehr erhielt er ohne Prüfung das Abiturzeugnis und begann 1920 ein Studium der Musikwissenschaft bei Friedrich Ludwig in Göttingen. 1921 wechselte er nach Freiburg i. Br. zu Wilibald Gurlitt. Dort wurde er 1924 mit einer Dissertation über die Geschichte der Melodien „Innsbruck, ich muss dich lassen“ und „Ach Gott, vom Himmel sieh darein“ promoviert.

### Wirken
Seit seiner Jugend auch in der Wandervogel- und Jugendmusikbewegung engagiert, gab Konrad Ameln von 1925 bis 1933 die Zeitschrift Die Singgemeinde des Finkensteiner Bundes heraus. Nach weiteren Studien betätigte sich Ameln als Volkshochschuldozent und Leiter diverser Chöre in Rendsburg und Kassel. Von 1926 bis 1928 arbeitete er als Fachreferent für Musik bei den städtischen Bücherhallen und der deutschen Zentralstelle für volkstümliches Büchereiwesen in Leipzig. 1928 wurde er Leiter der Singwochen des Finkensteiner Bundes.
1930 gaben Wilhelm Thomas und Konrad Ameln eine Sammlung alter Weihnachtslieder unter dem Titel Das Quempas-Heft heraus (Bärenreiter-Verlag, Kassel, künstlerisch ausgestaltet von Helmuth Uhrig) und regten damit das Quempas-Singen neu an.
Von 1930 bis 1939 war Konrad Ameln mit Unterbrechung Privatdozent für evangelische Kirchenmusik an der Westfälischen Wilhelms-Universität in Münster. Ab 1931 lehrte er zunächst an der Pädagogischen Akademie in Elbing, später Dortmund. Da er sich 1933 weigerte, seine kommunistischen und sozialdemokratischen Studenten von den Abschlussprüfungen auszuschließen, wurde er wie einige Kollegen kurzzeitig inhaftiert. Nach diesen Ereignissen versetzte man ihn 1933 zunächst in den vorläufigen Ruhestand. Nach seiner Zwangspensionierung 1934 zog Ameln mit seiner Familie nach Lüdenscheid.
Im selben Jahr erschienen seine Hymnen für Männerchor Wir wollen ein starkes einiges Reich sein und Das Lied vom neuen Reich auf einen Text von Hermann Claudius. Nach dem Vorfall an der Pädagogischen Akademie Dortmund trat Ameln am 1. November 1933 der SS bei und war dort als SS-Scharführer und Schulungsleiter des Rasse- und Siedlungsamtes tätig. Er beantragte am 15. Juni 1937 die Aufnahme in die NSDAP und wurde rückwirkend zum 1. Mai desselben Jahres aufgenommen (Mitgliedsnummer 4.261.371).
Zu Beginn des Zweiten Weltkriegs meldete sich Ameln freiwillig zur Wehrmacht. Er wurde zunächst dem Landesschützen-Ersatz-Bataillon VI zugeteilt. Im April 1940 wurde er bei der 393. Infanterie-Division zum Leutnant befördert. Ameln war danach für die Wehrmacht-Abwehr tätig. Im Januar 1945 war er Hauptmann beim Grenadier-Regiment 1001 und geriet bei Enns an der Donau in amerikanische Gefangenschaft. Er wurde am 24. Mai 1946 entlassen.
1946 versuchte Ameln, seine frühere Tätigkeit als Dozent an der Westfälischen Wilhelms-Universität in Münster wieder zu erlangen. Die evangelische Fakultät und die Landeskirche lehnten dies jedoch ab. In der Nachkriegszeit war Konrad Ameln erneut als Dozent tätig, zunächst an der Landesmusikschule in Hannover. Von 1949 bis 1957 lehrte er Hymnologie und Geschichte der evangelischen Kirchenmusik an der Landeskirchenmusikschule Rheinland. Dort gab er das Handbuch der deutschen evangelischen Kirchenmusik heraus, das bis heute in zahlreichen Auflagen erschienen ist. 1959 gründete er die Internationale Arbeitsgemeinschaft für Hymnologie, die er bis 1967 leitete.
Konrad Ameln wurde als Herausgeber von Werken Johann Sebastian Bachs (Motetten), Georg Friedrich Händels und Leonhard Lechners bekannt, die im Bärenreiter-Verlag erschienen. Im Auftrage der Georg-Friedrich-Händel-Gesellschaft gab er den ersten Band der neuen Hallischen Händelausgabe mit dem Alexanderfest, HWV 75. heraus. Für den Messias derselben Ausgabe besorgte er eine neue deutsche Textfassung.
1980 wurde ihm der Professorentitel durch das Land Nordrhein-Westfalen verliehen.

### Die „Lüdenscheider Musikvereinigung e. V.“
In Lüdenscheid gründete Konrad Ameln 1935 zusammen mit dem Arzt Wilhelm Boecker die Lüdenscheider Musikvereinigung e. V., deren musikalischer Leiter er bis 1973 war. Höhepunkte waren die jährlich stattfindenden „Kleinen Musikfeste“, bei denen unter der Mitwirkung hochkarätiger Solisten wie Ferdinand Conrad und August Wenzinger schon sehr früh Alte Musik auf meist historischen Instrumenten, aber auch zeitgenössische Kompositionen zu hören waren.
Mit Beginn des Zweiten Weltkrieges wurden Amelns Aktivitäten stark eingeschränkt. Nach seiner Rückkehr aus der amerikanischer Gefangenschaft 1946 nahm er die Arbeit an den „Kleinen Musikfesten“ wieder auf.